# Maria Stuarda
Maria Stuarda és un tragedia lirica, o òpera tràgica, de Gaetano Donizetti segons un llibret italià de Giuseppe Bardari, basat en Maria Stuart (1800) de Friedrich von Schiller. Fou estrenada el 30 de desembre de 1835 a La Scala de Milà. Forma part de la trilogia Tudor (al costat d'Anna Bolena i Roberto Devereux), les òperes que Donizetti va compondre entorn de la figura d'Elisabet I d'Anglaterra.

## Origen i context
Donizetti havia pensat en Felice Romani per escriure el llibret, però aquest s'hi va negar. El compositor va contractar llavors amb Giuseppe Bardari, un jove advocat de 17 anys. Ja Donizetti havia escollit la trama de l'òpera, seria una peça de Schiller, que al seu torn narra fets ficticis sobre la reina Maria I d'Escòcia.
Com moltes altres òperes de l'època, Maria Stuarda va tenir inconvenients amb la censura. Donizetti la va compondre per encàrrec del Teatre San Carlo de Nàpols. Però durant els assaigs, el 1834, va rebre l'ordre de canviar el text per eliminar qualsevol referència a la disputa entre Elisabet I d'Anglaterra i Maria Stuart, i l'execució de l'òpera. La cort de Nàpols era en aquells moments la més conservadora d'Europa.
El tema es basa en les vides de Maria, Reina d'Escòcia i la seva cosina Elisabet I d'Anglaterra. En prohibir el rei la representació de l'obra, Donizetti va respondre traient trossos de la seva composició per a l'ús en un treball posterior, Buondelmonte. La soprano Maria Malibran va forçar una estrena a La Scala ignorant la revisió censurada, però Milà llavors reforçà la prohibició. Adonant-se de la impossibilitat de seguir la seva carrera a Itàlia, es plantejà una estrena a Londres, però la mort de Malibran (a l'edat de 28 anys) el 1836 anul·là el projecte. Amb l'excepció d'unes quantes produccions de la versió Buondelmonte, l'obra va quedar oblidada fins al 1958, quan una producció a Bèrgam, el poble natal de Donizetti, va portar el treball original a la popularitat.
El 1866, Maria Stuarda tornava al Teatre San Carlo, en aquest ocasió amb el seu llibret original; la dinastia Borbó ja no regnava a la ciutat.

## Argument
A la cort d'Elisabetta d'Anglaterra, l'ambaixador francès ha proposat un casament de la reina amb el rei de França. S'ha celebrat un torneig en el seu honor.

### Acte I
Apareix a escena la reina Elisabetta, qui té sentiments contrariats. El casori amb el rei francès seria de gran ajuda en el panorama polític internacional, però Elisabetta està enamorada del comte Leicester i no vol renunciar a casar-se amb ell.
Talbot, catòlic en secret (en lloc d'anglicà, església de la qual és cap la reina d'Anglaterra – Elisabetta), es dirigeix a la reina confiant que el bon ambient que es viu a la cort serà l'idoni per a demanar clemència per a Maria Stuarda, que porta molts anys empresonada. La reina no rep la petició amb gaire entusiasme; és més, està disposada a executar-la si es confirma que Leicester està enamorat d'ella.
Entra, llavors, Leicester i la reina, per a posar-lo a prova, li demana que comuniqui a l'ambaixador francès que accepta la boda amb el seu rei, esperant que Leicester doni mostres de gelosia, però el comte no manifesta cap emoció i la reina, és clar, s'indigna.
Quan la reina marxa, Leicester parla amb Talbot, qui li dona notícies i un retrat de Maria, a la que Leicester estima. Leicester afirma que lluitarà fins a morir, per tal d'alliberar-la.
La reina ha escoltat les últimes paraules i Leicester ha de donar-li la carta de Maria en què demana una audiència amb la reina. Com que Leicester assegura que no l'estima, la reina accedeix a l'entrevista demanada per Maria, però segueix sospitant sobre l'enamorament de Leicester, perquè la seva actitud de constant insistència en favor de la presonera, li fa pensar que està realment enamorat d'ella.

### Acte II
Ens ubiquem al castell de Fotheringay, Maria es passeja amb la seva confident i amiga Anna. Maria troba a faltar els seus anys feliços com a reina de França i lamenta el seu forçat exili. Se senten sons de caça i Maria es posa nerviosa sabent que, tal vegada, es trobarà amb la reina. Entra Leicester qui li comunica que la reina ha accedit a l'entrevista i li aconsella a Maria que es mostri el més humil possible, cosa que la Stuarda lamenta, encara que valora molt el risc que ha assumit Leicester intercedint davant la reina.
L'entrevista no pot començar pitjor; nerviosa, la reina actua, davant de Maria, de manera altiva i, encara que aquesta s'humilia, Elisabetta li recorda els seus antics delictes i l'insulta. Intervé Leicester aconsellant moderació i Elisabetta també tracta al comte amb sarcasme. Finalment, Maria no pot aguantar més humiliacions i dirigint-se a la reina, li recorda que és filla de la reina il·legítima (des del punt de vista catòlic) Anna Bolena, i la qualifica de “meretriu obscena” que ha profanat el tron anglès. Escoltades aquestes paraules, Elisabetta fa arrestar a Maria i pren les mesures necessàries per a executar-la, amb gran satisfacció de Lord Cecil, qui sempre havia recomanat eliminar-la.
Parem atenció, doncs, potser a la peça operística que més insults conté, entre d'altres Maria diu a Elisabetta:
Figlia impura di Bolena,
Parli tu di disonore?
Meretrice indegna e oscena,
In te cada il mio rossore.
Profanato è il soglio inglese,
Vil bastarda, dal tuo piè!

És a dir:
Filla impura de Bolena,
Parles tu de deshonor?
Meretriu indigne, obscena,
en tu caigui la meva vergonya.
El teu peu ha profanat,
vil bastarda, el tron anglès!

### Acte III

#### Primer quadre
Ens trobem a l'estudi de la reina. Lord Cecil pressiona a Elisabetta, que encara dubta, perquè signi la sentència de mort. Però en veure entrar a Leicester, la reina decideix signar-la. El comte demana clemència, però la reina es mostra inflexible i li ordena, a més, que assisteixi a l'execució.

#### Segon quadre
Es desenvolupa al castell de Fotheringay; Maria està preocupada per les conseqüències que pot tenir el seu incident amb la reina per a Leicester. Arriba Talbot qui, com a sacerdot catòlic, es mostra disposat a escoltar-la en confessió. Maria es confessa i, així, se sent alleujada.

#### Tercer quadre
Es desenvolupa a la sala annexa al patíbul. La fidel Anna ha reunit als amics de Maria que s'horroritzen quan veuen el patíbul preparat. Arriba Maria i entona una emotiva pregària que tots segueixen.
Llavors, deixa un record a la seva amiga Anna i quan entra Lord Cecil dient que li serà concedit un últim desig demana que Anna la pugui acompanyar fins al patíbul, i fa saber que perdona a Elisabetta. Entra, llavors, Leicester desesperat i Maria li diu que la seva fortalesa serà el millor suport en el moment de la mort. Maria marxa cap a la seva execució.

## Altres compositors
El compositor italià Pasquale Sogner va compondre una òpera amb el mateix nom que s'estrenà a Venècia el 1815.